# Csorna
Csorna is een plaats (város) en gemeente in het Hongaarse comitaat Győr-Moson-Sopron. Csorna telt 10 791 inwoners (2007).
In 1971 kreeg Csorna stadsrechten. De plaats vormt een streekcentrum met onder andere een ziekenhuis. 
Sinds 2015 heeft Csorna een verbinding met het autosnelwegennetwerk na het gereedkomen van de vierstrooks M85 richting Győr. In 2016 zal de weg worden verlengd en komt ook een vierstrooks verbinding met Szombathely tot stand.
Csorna heeft een stedenband met de Nederlandse gemeente Heumen, de Duitse gemeente Sinzing en de Roemeense gemeente Lunca de Sus (Gyimesfelsőlok).

## Geboren
- János Áder (1959), president van Hongarije (2012-heden)

## Galerij

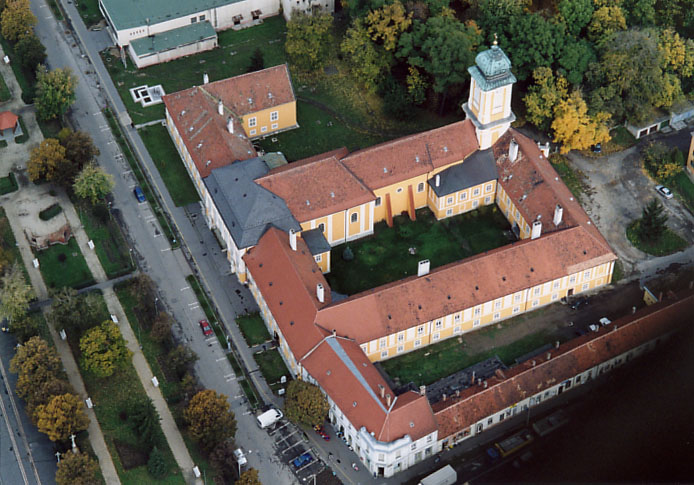
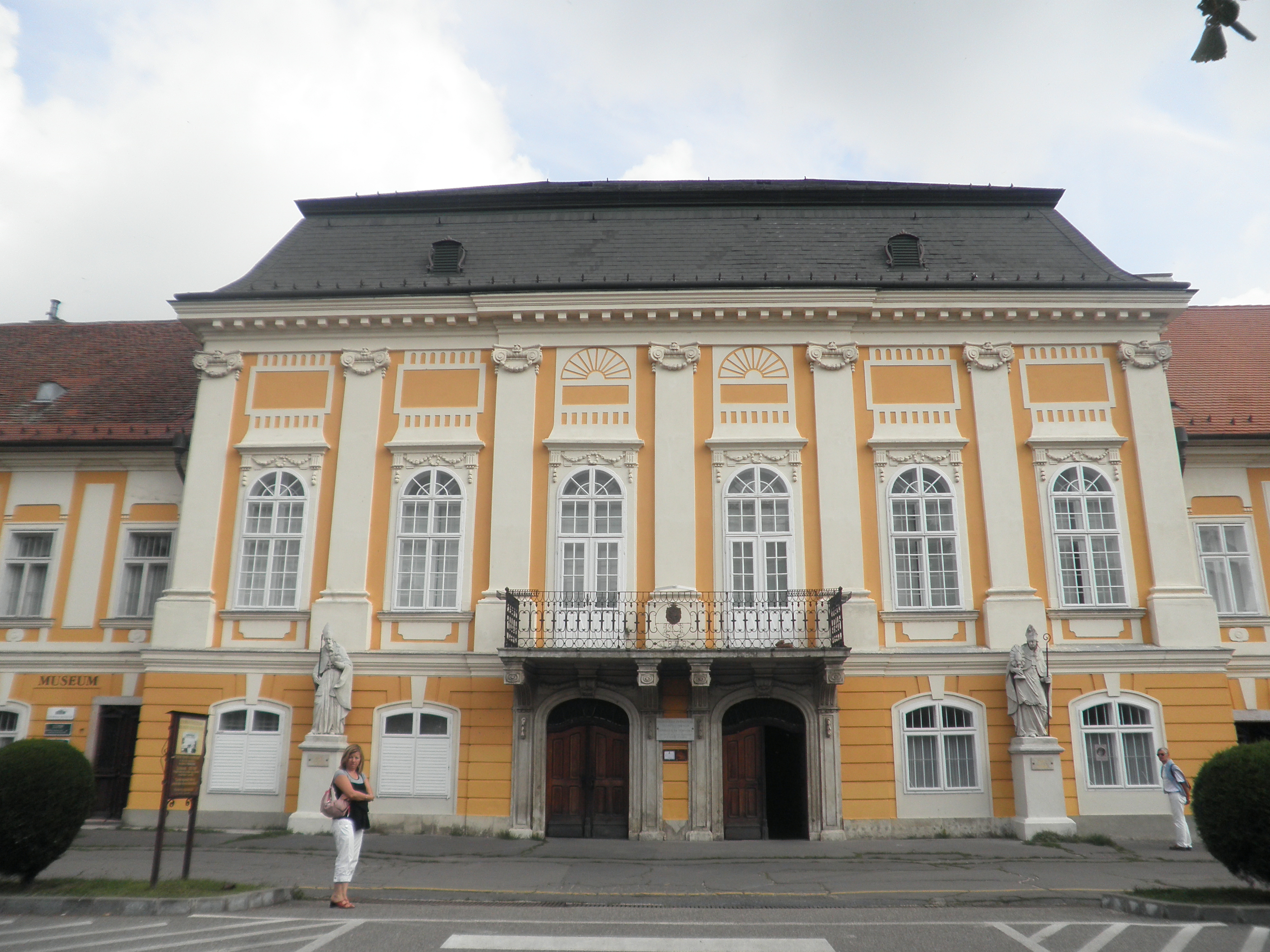
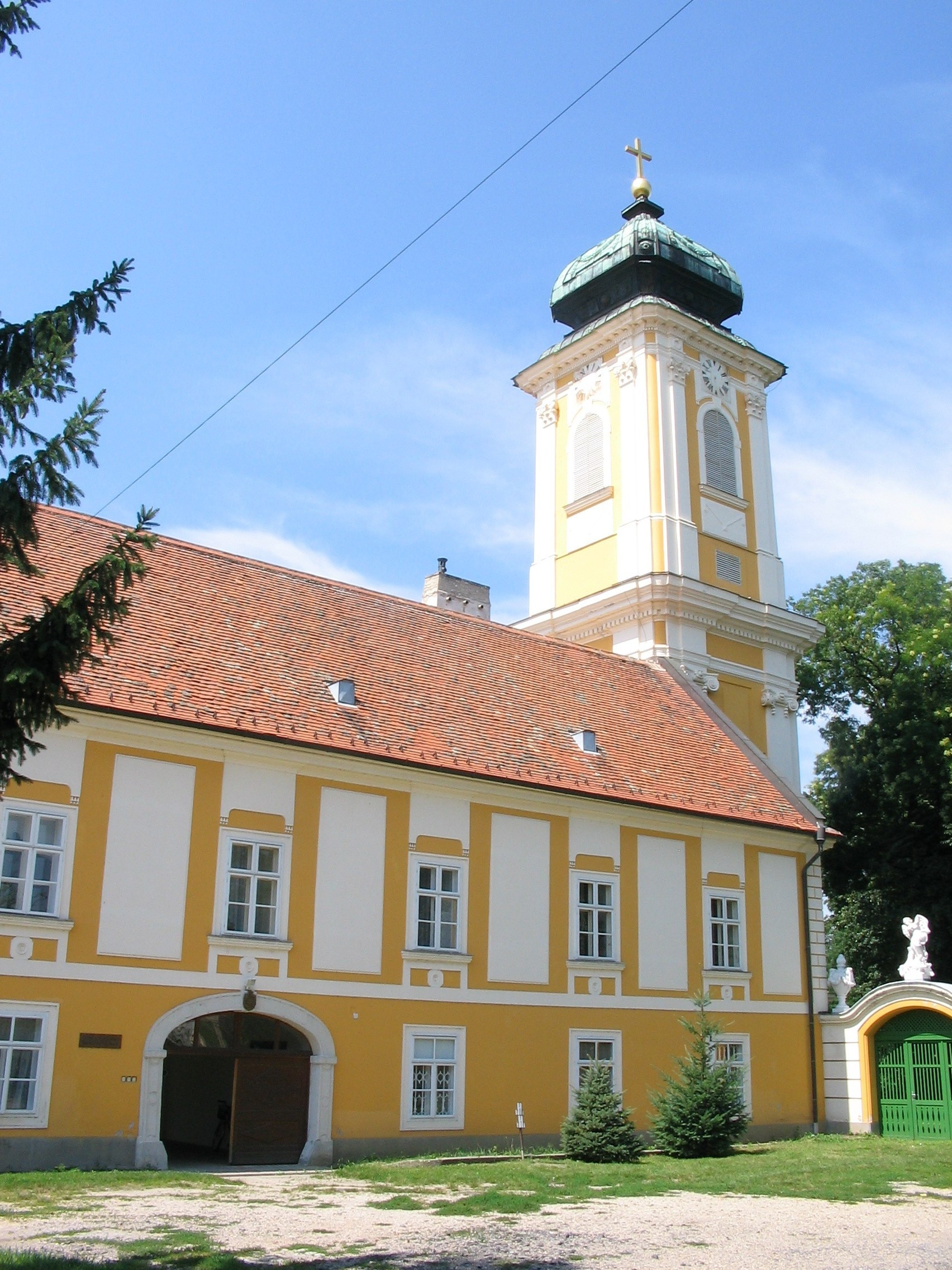